# Mathania agasicles
Mathania agasicles is een vlindersoort uit de familie van de Pieridae (witjes), onderfamilie Pierinae.
Mathania agasicles werd in 1874 beschreven door Hewitson.